# Pleurosaurus
Pleurosaurus es un género extinto de saurópsidos (reptiles) pertenecientes al orden Sphenodontia y, por tanto, relacionados con la moderna tuatara. Sus fósiles fueron descubiertos en la formación de caliza de Solnhofen (Alemania).
Pleurosaurus es uno de los pocos esfenodontos acuáticos conocidos. Su cuerpo medía aproximadamente 1,50 metros de longitud, era alargado, delgado e hidrodinámico, con extremidades relativamente cortas y una poderosa cola. El cuerpo estaba muy modificado con respecto al de otros rincocéfalos, incluyendo un cráneo alargado y triangular. Nadaba a través de un movimiento ondulatorio escasamente eficiente (moviendo el cuerpo de lado a lado, como las anguilas o serpientes) en ambientes marinos de poca profundidad, y probablemente era un piscívoro. Tenía sólo pequeñas extremidades, que probablemente no ayudaban a la natación, y las fosas nasales estaban colocadas muy atrás en la cabeza, cerca de los ojos.

## Historia del descubrimiento
Pleurosaurus fue descrito originalmente de fósiles hallados en la caliza de Solnhofen en Alemania por Christian Erich Hermann von Meyer en 1834, los cuales fueron la base de la especie Pleurosaurus goldfussi. En 1970 se reportaron fósiles de las calizas litográficas de un cantera cerca del pueblo de Aiguines en la meseta de Canjuers, en Francia. En 1974, se describió a Pleurosaurus ginsburgi con base en el espécimen MNHN 1983-4-CNJ 67, un esqueleto casi completo hallado en la cantera de Aiguines.

## Galería

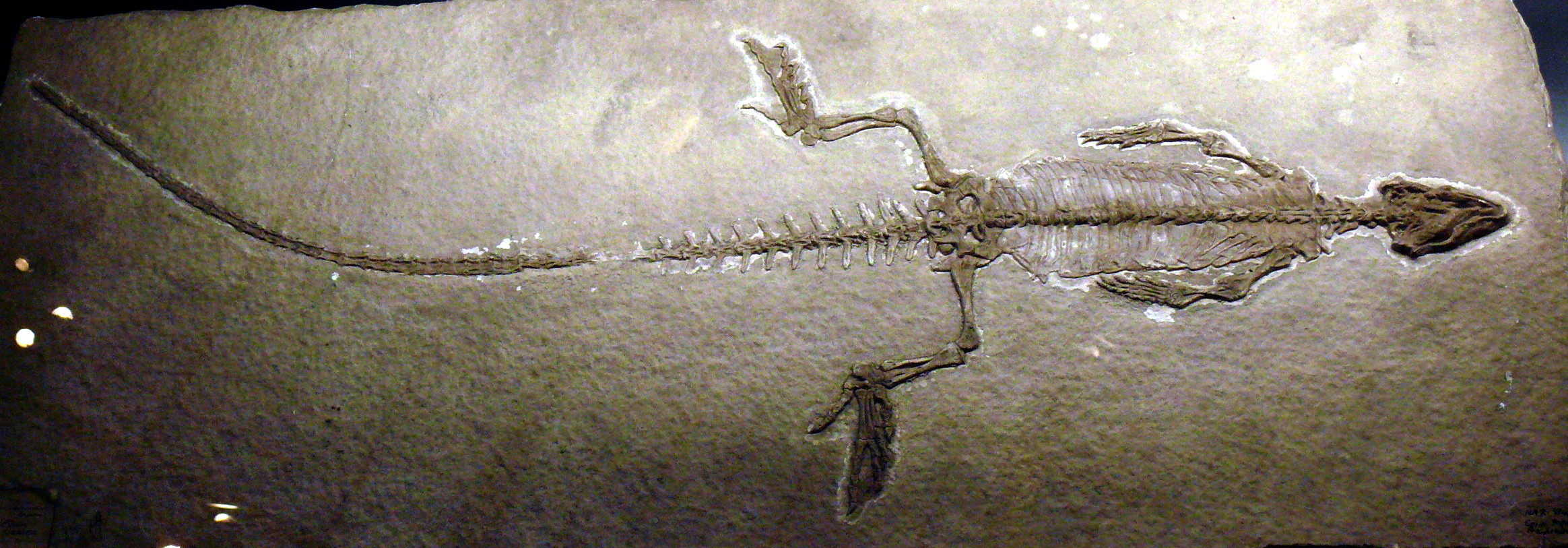
Pleurosaurus goldfussi
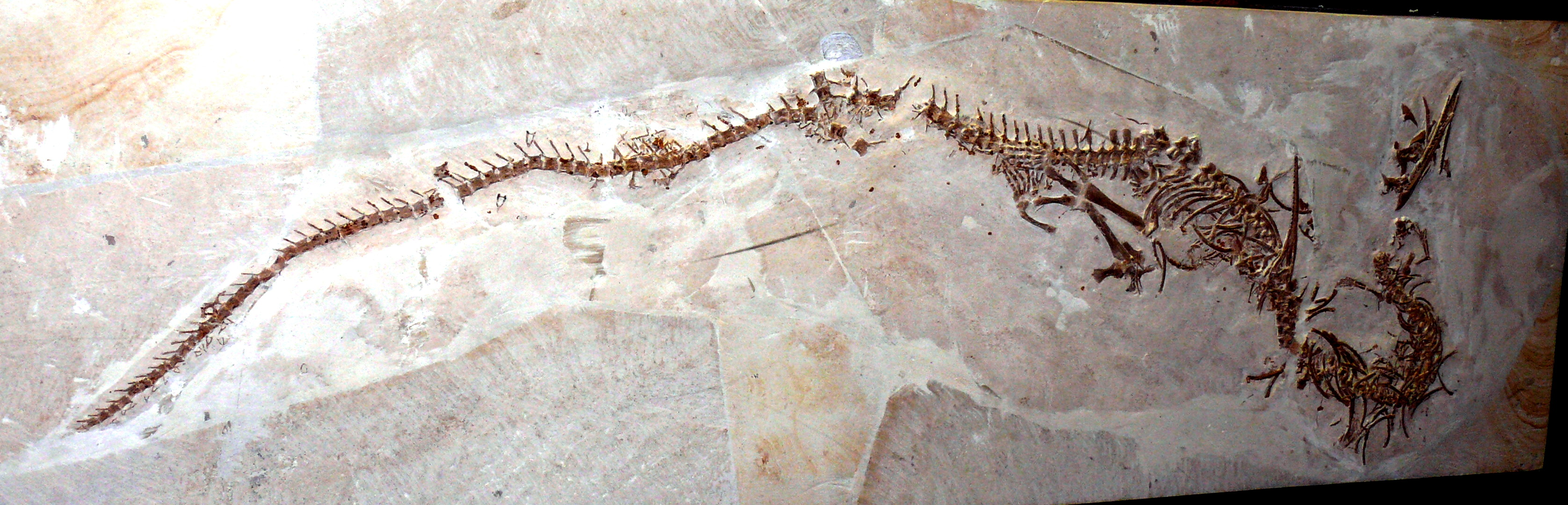
Pleurosaurus goldfussi.Museo de Historia Natural de Berlín.

- Datos: Q2602158
- Multimedia: Pleurosaurus / Q2602158